# Glaucina albata
Glaucina albata là một loài bướm đêm trong họ Geometridae.